# Viti (Kosovo)
Viti (Servisch: Витина /Vitina) is een gemeente in het Kosovaarse district Gjilan.
Viti telt 68.633 inwoners. De oppervlakte bedraagt 297 km², de bevolkingsdichtheid is 231 inwoners per km².

## Geboren in Viti
- Lindita Halimi (1989), zangeres
- Basri Bajrami (1955), gangster, actief in België

Deçan · Dragash · Gjakovë · Ferizaj · Fushë Kosovë · Gllogovc · Gjilan · Gračanica (Graçanicë) · Hani i Elezit · Istog · Junik · Kaçanik · Kamenicë · Klinë · Klokot (Kllokot) · Leposavić (Albanik) · Lipjan · Malishevë · Mamuşa (Mamushë) · Mitrovicë · Novobërdë · Obiliq · Parteš (Partesh) · Pejë · Podujevë · Pristina (Prishtinë, Priština) · Prizren · Rahovec · Ranilug (Ranillug) · Skënderaj · Štrpce (Shtërpcë) · Shtime · Suharekë · Viti · Vushtrri · Zubin Potok (Zubin Potok) · Zvečan (Zveçan)